# Hästtjärnen (Färnebo socken, Värmland)
Hästtjärnen är en sjö i Filipstads kommun i Värmland och ingår i Göta älvs huvudavrinningsområde.